# Колокольня на Ближних пещерах
Колокольня на Ближних пещерах — колокольня XVIII века, расположенная на территории Ближних пещер в Киево-Печерской лавре. Построена на месте деревянной в 1763 году под руководством  Степана Ковнира. Автор проекта неизвестен.

## Архитектура
Колокольня имеет два яруса, квадратная в плане, с большой почти сферическим главой и двухъярусным куполом. Высота сооружения 27,3 метра.
На первом ярусе есть арочный проход, к которому с севера и юга подходит деревянная галерея, ведущая к Ближним пещерам. Стены первого яруса колокольни покрыты рустом. На втором ярусе, с каждой стороны, сделаны арочные проёмы — для подвешивания колоколов, возле которых размещены коринфские колонны, по пять с каждой стороны.